# Chyžky (przełęcz)
Chyžky (ok. 1330 m) – szeroka, trawiasta przełęcz w grupie górskiej Wielkiej Fatry na Słowacji.
Oddziela szczyt Ploská (1532 m) na północnym wschodzie od bardzo blisko położonego i niewybitnego szczytu  Chyžky (1342 m) na południowym zachodzie. Stoki południowo-wschodnie opadają do doliny potoku o nazwie Zelený potok, północno-zachodnie do doliny Necpalskiego potoku (Necpalský potok). Północne stoki przełęczy porasta las, południowe są trawiaste (są to duże hale). 
Przełęcz Chyžky jest dużym węzłem szlaków turystycznych. Krzyżują się na niej 3 szlaki; czerwony biegnący główną granią Wielkiej Fatry, żółty stanowiący dojście z miejscowości Liptovské Revúce na przełęcz, oraz krótki niebieski, którym można obejść od zachodu szczyt Ploská bez wspinania się na niego.

## Szlaki turystyczne
odcinek: Chata pod Borišovom – Nad Studeným –  Ploská – Chyžky. Deniwelacja 220 m, odległość 3,2 km, czas przejścia 1,20 h, ↓ 50 min.
 odcinek: Chyžky – Suchý vrch – Ostredok – Frčkov – Krížna. Deniwelacja 420 m, odległość 7,5 km, czas przejścia 2,10 h, ↓ 1,50 h
  Liptovské Revúce (Vyŝna Revúcá) – Chyžky. Deniwelacja 635 m, odległość 6,9 km, czas przejścia 2,20 h, ↓ 1,39 h
  Chata pod Borišovom – Chyžky. Deniwelacja 130 m, odległość 6,9 km, czas przejścia 50 min, ↓ 30 min

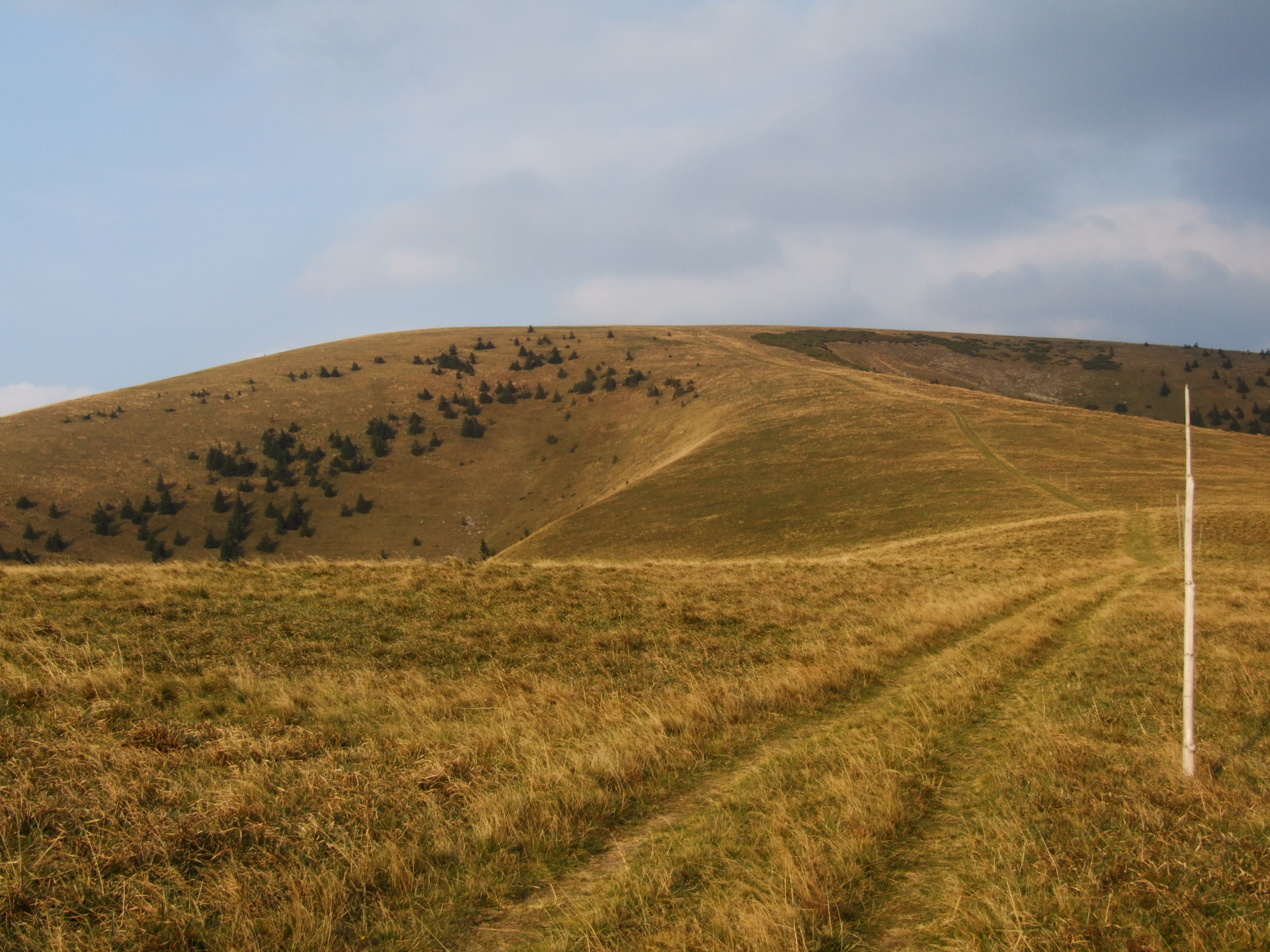
Przełęcz Chyžky i Ploská
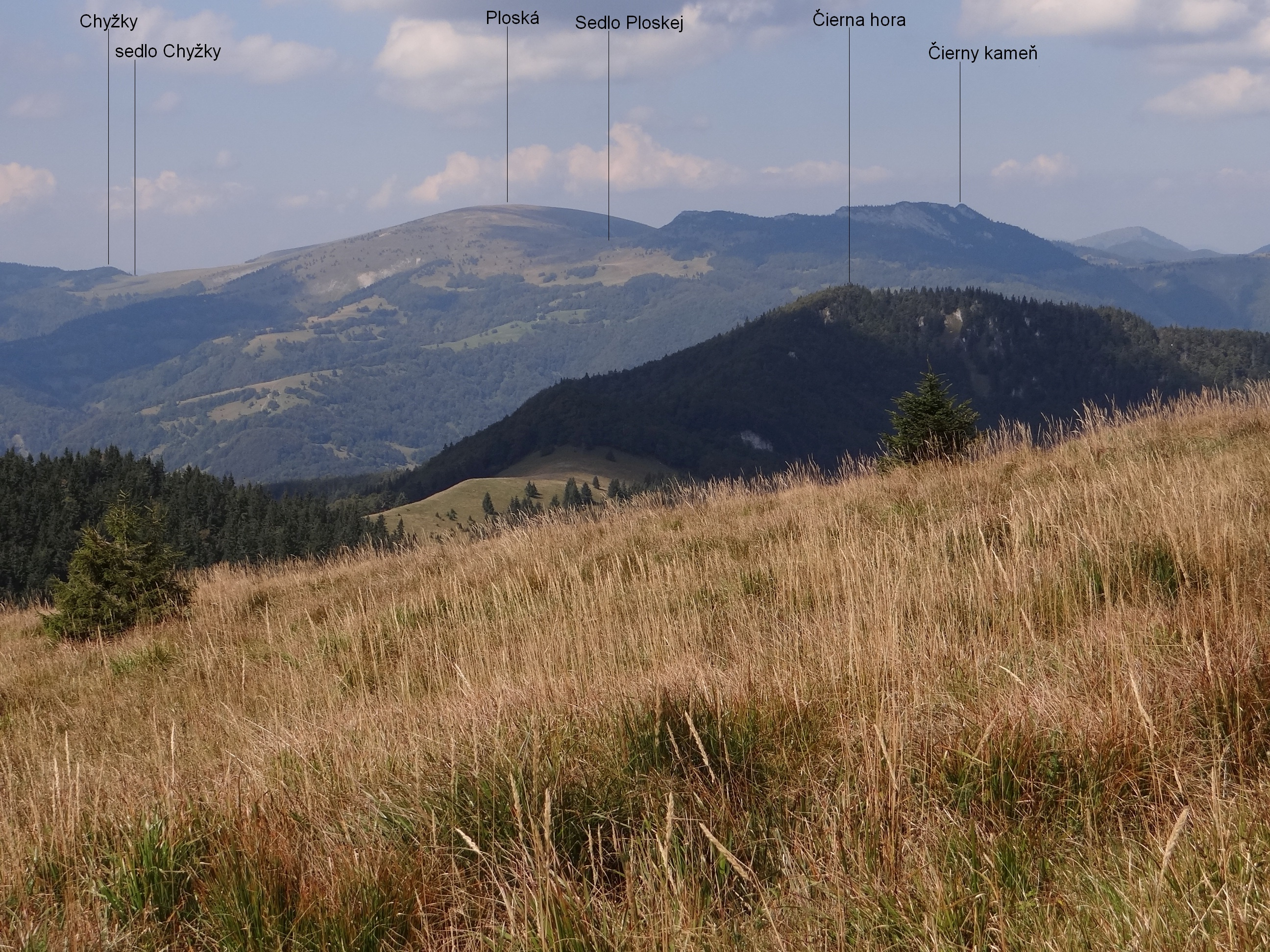
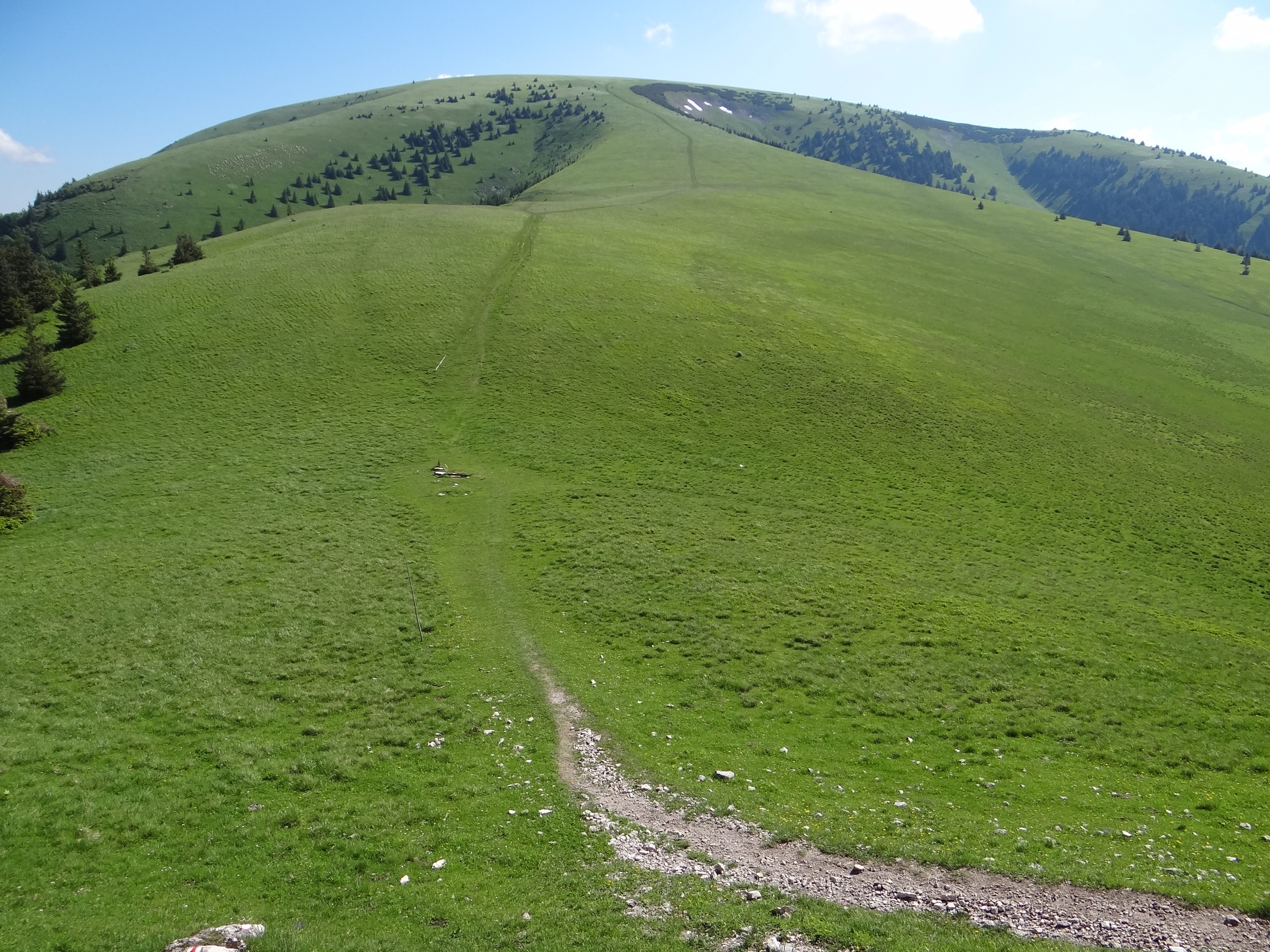
Przełęcz Chyžky i Ploská